# Artikel 112 van de Belgische Grondwet
Artikel 112 van de Belgische grondwet is het grondwetsartikel dat aan de koning het recht toekend om (Belgische) munt te slaan. Dit dient te gebeuren binnen de uitvoering van een wet. In praktijk komt het er op neer dat de beeltenis van de koning op de achterzijde van de munt wordt gedrukt.

## Tekst
De Koning heeft het recht munt te slaan, ter uitvoering van de wet.
— Artikel 112 van de Belgische Grondwet.

## Commentaar
Het toekennen van dit recht werd reeds geregeld met artikel 74 in de grondwet die werd aangenomen op 7 februari 1831. Na de coördinatie van de grondwet in 1994 kreeg deze bepaling nummer 112 toegewezen. Dit recht kan gezien worden als een regaal voorrecht dat verleend wordt aan de koning.
Voor de invoering van de euro stond de koning afgebeeld op de munten van de Belgische frank. Koning Filip is de eerste koning waarvan er geen muntstukken in Belgische frank werden geslagen. De eerste euromunten met de beeltenis van Koning Filip werden op 4 februari 2014 geslagen in de Koninklijke Munt in aanwezigheid van de koning. De munten met de beeltenis van koning Filip zijn de derde serie Belgische munten die werden uitgegeven in de eurozone. Deze drie series zijn tot op heden een wettig betaalmiddel.
Decreten met grondwettelijke waarde: Decreet Belgische Onafhankelijkheidsverklaring · Decreet eeuwige uitsluiting Oranje-Nassau

Grondwettelijke principes: constitutionele monarchie · parlementaire democratie · ministeriële verantwoordelijkheid · scheiding der machten

Grondwetsherzieningen en staatshervormingen: 1831: Afkondiging van de Grondwet · 1893: Algemeen meervoudig stemrecht voor mannen · 1921 : Algemeen enkelvoudig stemrecht voor mannen mannen · 1948 : Algemeen enkelvoudig stemrecht voor mannen en vrouwen · 1970: eerste staatshervorming · 1980: tweede staatshervorming · 1988-1989: derde staatshervorming · 1993: vierde staatshervorming · 1994: Coördinatie · 2001: vijfde staatshervorming · 2011-2012: zesde staatshervorming
Nationaal recht